# 上郡駅

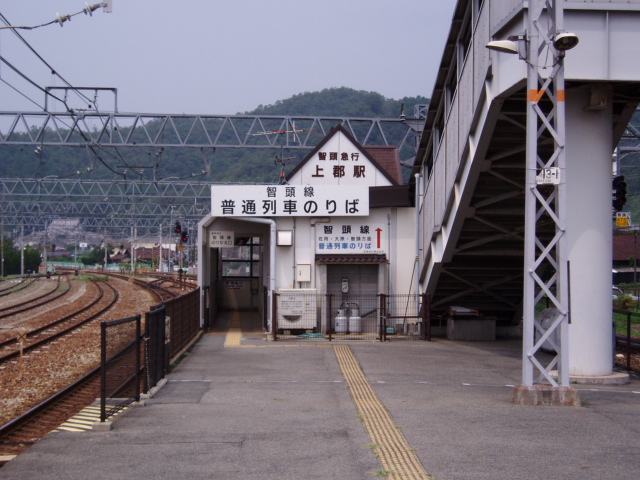
智頭急行ホーム出入口

上郡駅（かみごおりえき）は、兵庫県赤穂郡上郡町大持にある、西日本旅客鉄道（JR西日本）・智頭急行の駅である。

## 概要
JR西日本の山陽本線と、智頭急行の智頭線が接続する駅であり、後者は当駅が起点である。当駅を経由して鳥取方面へ向かう特急列車は智頭線に入るため乗務員交代が行われる。
山陽本線では兵庫県で最西端にあり、岡山県との県境にほど近い位置にある。大阪方面とを結ぶ新快速・普通列車（西明石駅から快速）の運行は当駅までであり、アーバンネットワークの路線図には当駅までしか描かれていない。近畿統括本部（兵庫支社）が管轄する最西の駅であり、境界標は船坂トンネルの神戸側の出入口付近に設置されている。
JRの駅は直営駅であり、相生駅の管理下に置かれているが、地区駅として駅長が配置されている。ICOCAはJRのみ使用可能。智頭急行では2020年4月よりクレジットカードや交通系電子マネーの決済による乗車券購入を開始した。
終戦直後には当駅発の定期長距離列車が存在していた。宮脇俊三の『時刻表昭和史』によると昭和20年9月号には当駅始発・青森行きの普通「507列車」の設定がされており、当駅を6時59分に出発して終着の青森駅には翌日の17時06分の到着（所要時間は34時間7分）であった。この列車は1950年（昭和25年）の急行「日本海」の列車番号に引き継がれた。
なお、隣の三石駅との駅間距離12.8kmは、2024年3月16日にそれまで最長であった北陸本線敦賀駅 - 南今庄駅間（16.6km）がハピラインふくいに経営移管されたことに伴い、JR西日本管内の在来線で最長の駅間距離となっている。

## 歴史
- 1893年（明治26年）9月18日：大鳥圭介が兵庫県知事に上郡村への新停車場設置を請願。
- 1895年（明治28年）4月4日[2]：山陽鉄道の有年駅 - 三石駅間に当駅が新設され、旅客・貨物の取り扱いを開始[1]。
- 1906年（明治39年）12月1日：山陽鉄道の国有化により官設鉄道の駅となる[1]。
- 1909年（明治42年）10月12日：線路名称制定。山陽本線の所属となる。
- 1959年（昭和34年）9月22日：山陽本線の当駅までの区間の電化が完成。
- 1972年（昭和47年）3月15日：貨物の取り扱いを廃止[1]。
- 1985年（昭和60年）3月14日：荷物扱い廃止[1]。
- 1987年（昭和62年）4月1日：国鉄分割民営化により、JR西日本の駅となる[1]。
- 1994年（平成6年）12月3日：智頭急行智頭線が開業[5][6]。乗換駅となる[6][3]。
- 1997年（平成9年）
  - 3月8日：JR神戸線標準接近メロディ「さざなみ」導入[7]。
  - 11月29日：特急「いなば」の運行開始に伴い、停車駅となる。
- 2006年（平成18年）
  - 3月18日：寝台特急「出雲」の廃止に伴い、鳥取方面の利便性を向上する為、「サンライズ瀬戸・出雲」が停車。
  - 10月1日：JR京都・神戸線運行管理システム導入。
- 2008年（平成20年）11月22日：バリアフリー化工事の完成に伴い、新跨線橋及びエレベーターの運用を開始。
- 2009年（平成21年）
  - 8月10日：台風9号の影響による大雨の被害により、智頭急行線の列車（同線経由の特急含む）の発着が一時的に無くなる。
  - 8月12日：「スーパーはくと」のみ、平福駅 - 大原駅間で代行バス輸送を介し運転再開となり、当駅への発着再開。
  - 8月29日：智頭急行線が全面的に運転再開。
- 2010年（平成22年）3月13日：ダイヤ改正に伴い、寝台特急「サンライズ瀬戸・出雲」が当駅には停車しなくなり、通過となる[8]。
- 2011年（平成23年）7月1日：駅前広場築造工事完成。ロータリーの運用が開始。
- 2015年（平成27年）3月12日：入線警告音の見直しに伴い、接近メロディをJR神戸線標準接近メロディ「さざなみ」の音質見直し版に再び変更する[9]。
- 2018年（平成30年）
  - 7月6日 - 8日：豪雨災害により営業休止。9日に相生駅と当駅の間、10日に当駅から瀬戸駅の間でそれぞれ運転再開。
  - 9月15日：ICOCA対応自動改札機導入。JR西日本でICOCAの利用が可能となる[10]。
- 2020年（令和2年）4月1日：智頭急行上郡駅にて、クレジットカード及び電子マネー等での決済サービスを開始[11]。
- 2021年（令和3年）
  - 5月31日：みどりの窓口が営業終了[12]。
  - 6月1日：みどりの券売機プラスの利用を開始[12]。

## 駅構造
単式ホーム1面1線、島式ホーム1面3線、計2面4線の地上駅。1番のりばが上り本線、2番のりばが中線、3番のりばが下り本線となっている。智頭急行線ホームは、2・3番のりばホームの西側の切り欠き部にあり、智頭急行駅舎・中間改札で仕切られている。智頭急行線には独自の跨線橋がJR上郡駅舎の岡山寄りにありJR改札を通らずに利用できる。3番のりばの隣にホームのない下り待避線（4番線）も敷設されていて、貨物列車の待機用などに使われている。その隣には留置線も敷設されていて、夜間滞泊に使われている。
地上駅舎の有人駅。みどりの券売機プラス及び自動券売機、自動改札機、エレベーターが設置されている。智頭急行駅舎内の中間改札にも簡易型自動改札機が設置されている。2・3番のりばホームには待合室がある。売店は改札外にあったが閉店した。

### のりば
| のりば           | 路線       | 方向       | 行先                 | 備考             |
| JR線のりば       | JR線のりば | JR線のりば | JR線のりば           | JR線のりば       |
| ---------------- | ---------- | ---------- | -------------------- | ---------------- |
| 1                | 山陽本線   | 上り       | 相生・姫路方面       | 主に岡山方面から |
| 2                | 山陽本線   | 上り       | 相生・姫路方面       | 主に折り返し始発 |
| 3                | 山陽本線   | 下り       | 岡山・三原方面       |                  |
| 智頭急行線のりば |            |            |                      |                  |
|                  | ■智頭線    | -          | 佐用・智頭・鳥取方面 | 普通列車         |

付記事項
- 本項ではJR西日本公式サイトの全域路線図[16]の表記に従うため、岡山方面は黄緑色ので、姫路方面は青色のでそれぞれ表記した。
- 智頭急行直通の特急は「スーパーはくと」は智頭線へは3番のりば、山陽本線へは1番のりば、「スーパーいなば」は方向転換を行い両方向とも2番のりばを使用する。

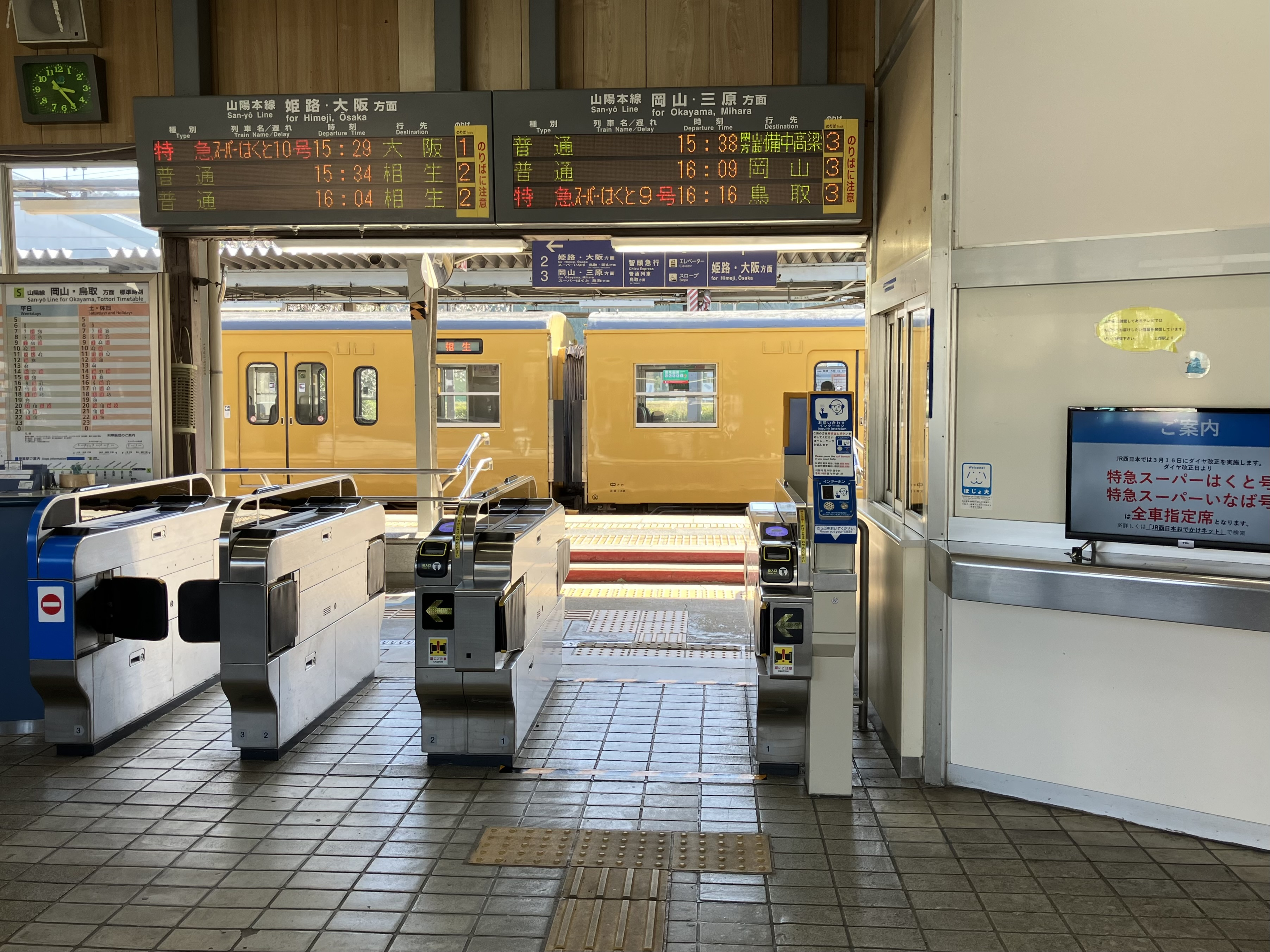
改札口（2024年4月）
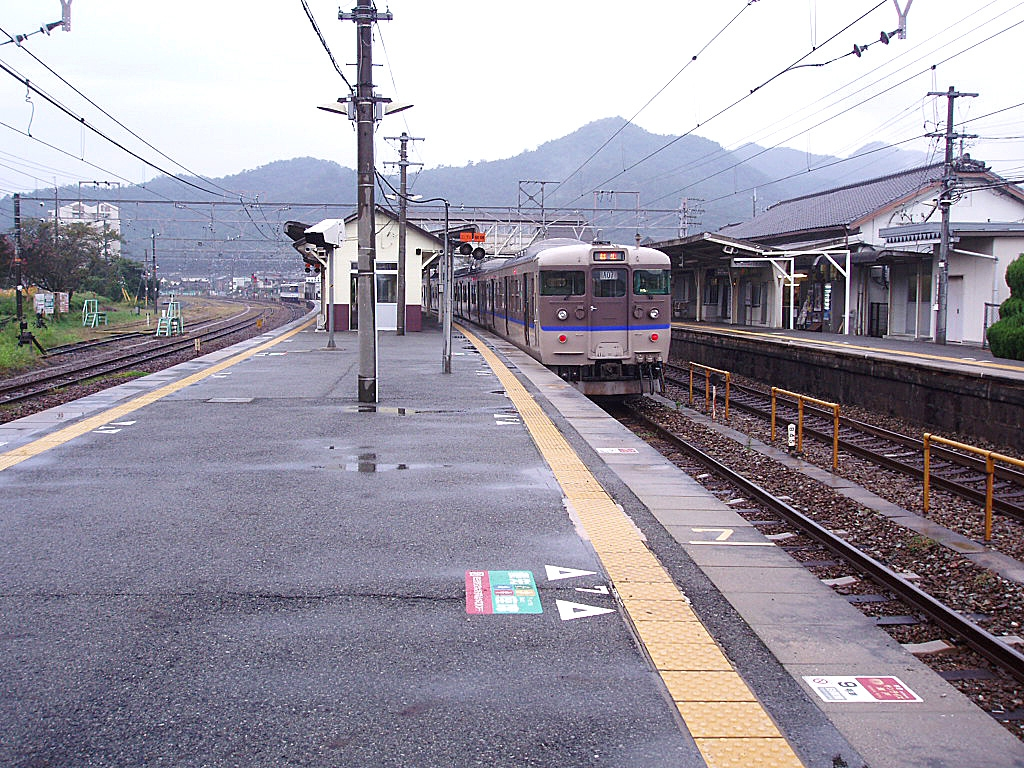
ホーム（2006年10月）

## 利用状況
「兵庫県統計書」によると、2023年（令和5年）度の1日平均乗車人員（JR西日本）は2,461人である。
近年の1日平均乗車人員（JR西日本）は以下の通りである。
| JR西日本 | JR西日本         |
| 年度     | 1日平均 乗車人員 |
| -------- | ---------------- |
| 1995年   | 3,444            |
| 1996年   | 3,547            |
| 1997年   | 3,488            |
| 1998年   | 3,585            |
| 1999年   | 3,539            |
| 2000年   | 3,447            |
| 2001年   | 3,428            |
| 2002年   | 3,340            |
| 2003年   | 3,309            |
| 2004年   | 3,344            |
| 2005年   | 3,331            |
| 2006年   | 3,272            |
| 2007年   | 3,255            |
| 2008年   | 3,180            |
| 2009年   | 2,954            |
| 2010年   | 2,952            |
| 2011年   | 2,954            |
| 2012年   | 3,002            |
| 2013年   | 2,958            |
| 2014年   | 2,949            |
| 2015年   | 3,069            |
| 2016年   | 3,073            |
| 2017年   | 3,112            |
| 2018年   | 3,077            |
| 2019年   | 3,001            |
| 2020年   | 1,997            |
| 2021年   | 2,055            |
| 2022年   | 2,300            |
| 2023年   | 2,461            |

近年の1日平均乗降人員（智頭急行）は以下の通りである。
| 年度   | 1日平均 乗降人数 |
| ------ | ---------------- |
| 2011年 | 170              |
| 2012年 |                  |
| 2013年 | 367              |
| 2014年 |                  |
| 2015年 | 411              |
| 2016年 |                  |
| 2017年 | 498              |

## 駅周辺
駅南側を安室川が流れ、その川沿いに運動施設が設けられている。郵便局や学校は駅北側にあり、所々に商店がある。
- 上郡町役場
- 相生警察署上郡駅前交番
- 上郡町スポーツセンター[注釈 2]
- 上郡町観光案内所
- 兵庫県立上郡高等学校
- 上郡町立上郡中学校
- 上郡町立山野里小学校
- 平田調理専門学校
- 原惣兵衛先生銅像
- 竹万大避神社
- 上郡郵便局
- みなと銀行上郡支店
- JA兵庫西上郡支店
- 国道373号
- 兵庫県道5号姫路上郡線
- 兵庫県道28号上郡末広線
- 兵庫県道90号赤穂佐伯線
- 兵庫県道236号上郡停車場線
- 千種川
- 安室川
- 花月旅館
- コープこうべ コープ上郡
- ホームプラザナフコ 上郡店
- マックスバリュ上郡南店

## バス路線
駅前ロータリー内に「上郡駅」停留所があり、下記の各路線が発着する。
- ウイング神姫 - 粒子線医療センター方面
- 上郡町コミュニティバス「愛のり号」[19] - 町内各方面
- 東備西播定住自立圏圏域バス「ていじゅうろう」
- 播磨科学公園都市圏域定住自立圏圏域バス「てくてくバス」
- 事前予約型乗合タクシー「ほほえみタクシー」[20]

## 隣の駅
※両事業者の路線を直通する特急「スーパーはくと」「スーパーいなば」の隣の停車駅は列車記事を参照。
西日本旅客鉄道（JR西日本）
  山陽本線
■新快速（姫路駅まで各駅に停車）
有年駅 - 上郡駅
■普通（明石駅以東は快速）
有年駅 - 上郡駅 - 三石駅 (JR-S11)
智頭急行
■智頭線（特急と普通のみ運転）
上郡駅 - （岩木信号場） - 苔縄駅